# Поклоновский
Покло́новский — хутор в Алексеевском районе Волгоградской области России. Административный центр Поклоновского сельского поселения.
Хутор расположен в 19 км севернее станицы Алексеевской.
В хуторе находятся средняя образовательная школа, магазины. До хутора подведена асфальтированная дорога.
Недалеко находится пойма реки Бузулук. Условия для охоты, рыбалки, сбора грибов, лесные массивы.

## Население
| 2010 |
| ---- |
| 406  |

## История
По состоянию на 1918 год хутор входил в Павловский юрт Хопёрского округа Области Войска Донского.